# 福特T型车
福特T型车（俗称：或）是美国亨利·福特创办的福特汽车公司于1908年至1927年推出的一款汽车产品。第一辆成品T型车诞生于1908年9月27日，位于密歇根州底特律市的皮科特（Piquette）厂。它的面世使1908年成为工业史上具有重要意义的一年：T型车的量產，以其低廉的价格使汽车作为一种实用工具走入了寻常百姓之家，美国亦自此成为了“车轮上的国度”。该车的巨大成功来自于其亨利·福特的数项革新，包括以裝配線大规模作业代替传统个体手工制作，支付员工较高薪酬来拉动市场需求等措施。福特公司也曾推出分期付款计划辅以销售，这类似于德国大众汽车的（大众甲壳虫的前身）采取的策略，但是这项计划被认为并不成功。
早在1903年亨利·福特创办福特汽车公司到T型车问世之前已有数个车型和原形车被制造。虽然起始编号是A型车（1903-04），但是从A型车到T型车之间并無所有的19个型号。在紧列T型车之前的是福特S型车（福特N型车的升级版），然而由于某些原因，T型车的下一代产品并不是U型车。1927年福特公司推出了福特A型车（1927），公司将其解释为与过去诀别，A寓意着新的开始（A型车（1903-04）及A型车（1927）是两种不同的车型），亨利·福特想让它成为一个转折点。此时，福特的竞争对手克莱斯勒公司的第一辆普利茅斯汽车（1928年）被命名为U型车。
从第一辆T型车面世到它的停产，共计销量1500多万辆。它的生产是当时先进工业生产技术与管理的典范，为汽车产业及制造业的发展做出了巨大贡献，在20世纪世界最有影响力汽车的全球性投票之中，福特T型车荣登榜首。

## 特性
福特T型车的设计人员有恰尔德·哈罗德·威尔与两个匈牙利移民约瑟夫·A· 格拉姆和尤金·法卡斯, 同时C·J· 史密斯（C. J. Smith），加斯·德格内尔（Gus Degner）和彼得·E·马丁等也参与其中。

### 流水装配线的应用

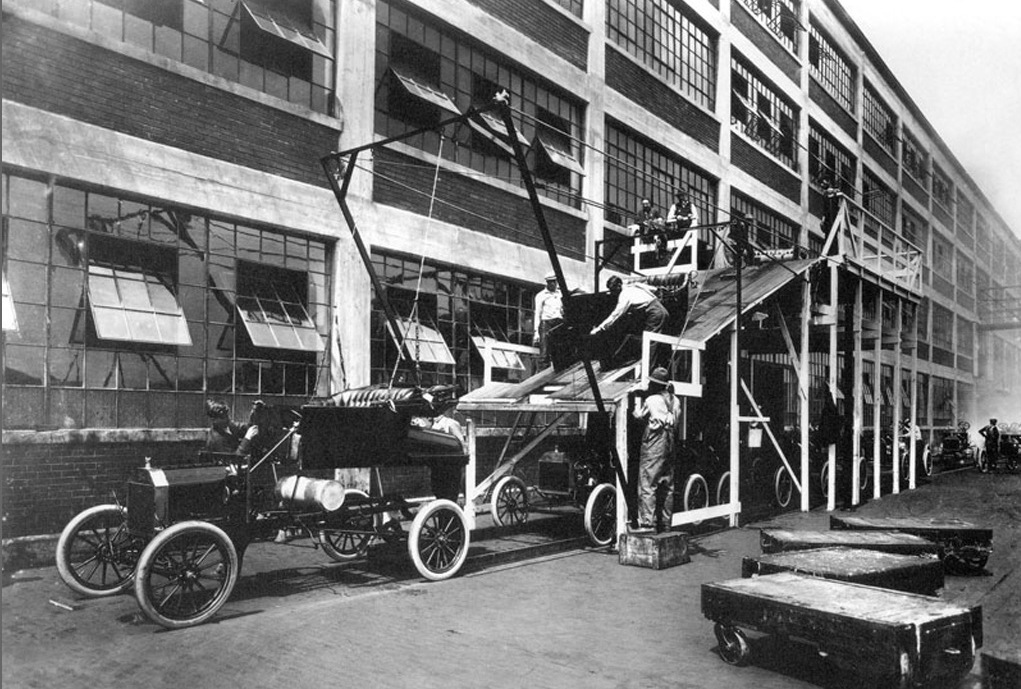
生产T型车的流水装配线

福特T型车的革命性创举流水装配线是由威廉·C·克莱恩在参观芝加哥的一个屠宰厂动物肢解与传送带传送的过程后将其引进福特汽车公司的，个体工人重复切片的高效率工作引起了他的注意。此后他将流水装配线的概念报告给了彼得·E·马丁，虽然马丁对此抱着怀疑态度，但仍然鼓励他继续。对此虽有其他人声称自己将此想法报告给了亨利·福特。但亨利·福特博物馆的档案室中很好地保存了威廉·C·克莱恩的关于参观屠宰厂启发的文件，他由此成为了现代流水装配线之父。之后由工厂主管彼得·E·马丁领衔，以及他的助手查里斯·E·索伦森，技术工人哈罗德·威尔，克拉伦斯·W·艾弗里和查里斯·刘易斯等进行了尝试与探索。当第一辆由流水装配线制造的T型车完工时，Pa·克莱恩在包括亨利·福特在内的众多旁观者和媒体的注视下骄傲地将其开下了生产线。

### 引擎与启动方式

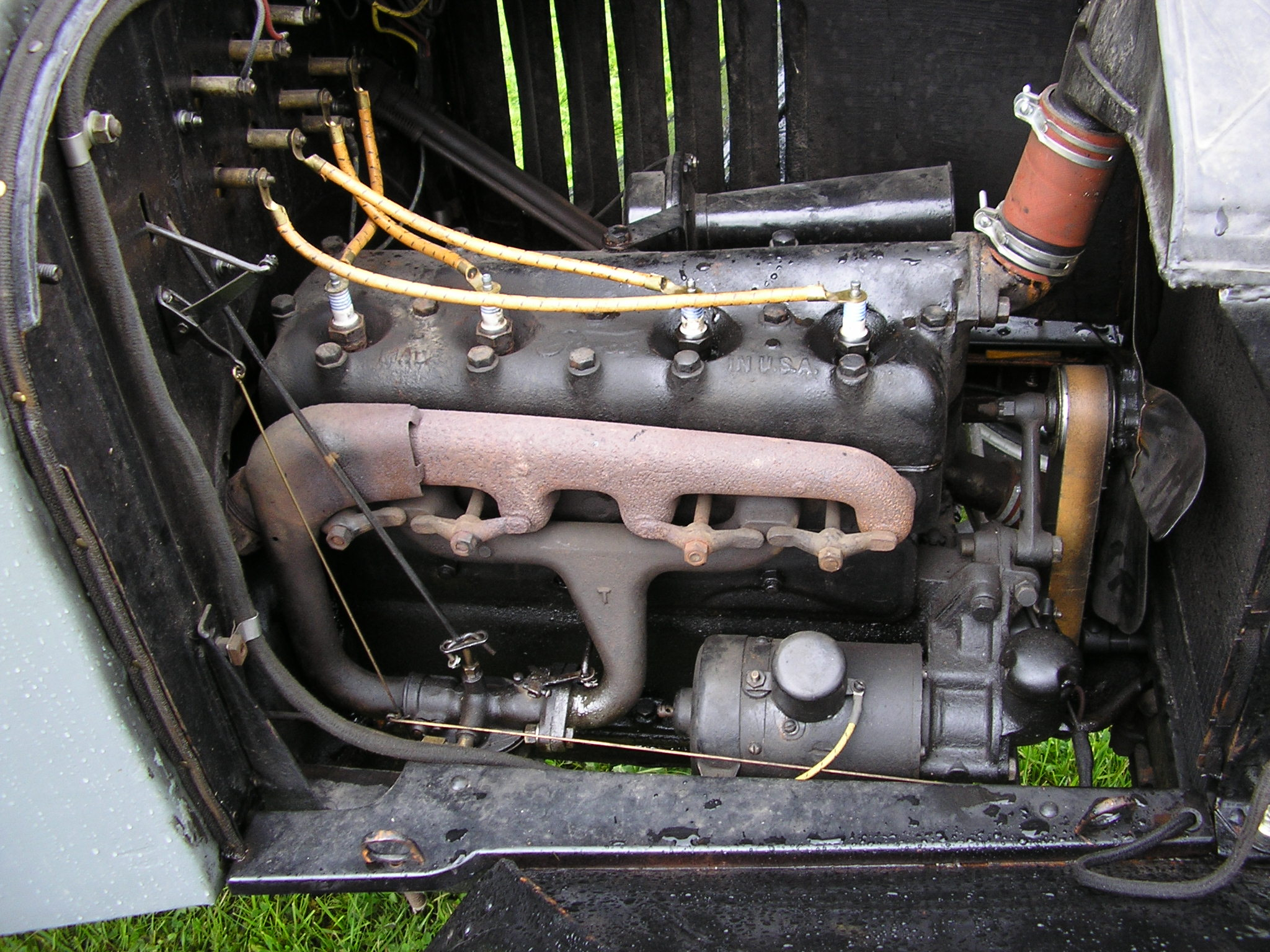
福特T型车的引擎

T型车拥有一部前置177 in³（2.9 L）的四汽缸一体引擎，可提供20 匹马力（15 kW）和45 mph（72 km/h）的速度。该引擎有旁侧阀门与三个主要轴承，可靠汽油煤油或酒精(乙醇)提供动力，后者后随着汽油价格的下降和禁酒令的出台，遂停止使用。缺省配置的T型车的耗油量大约为25至30 mpg（7.8-9.4 L/100 km）。
在以手摇起动柄启动T型车前，必须使点火延迟，否则可能损坏启动装置或者被旋轉的起动柄打伤。多数T型车由冷却器底部引出的电线控制阻风门，藉此可以在右手使用手摇起动柄的同时用左手操作它。1926年后，销售的T型车基本都配置了电子启动装置。
T型车有一个独特的电磁点火系统，但由于产生电压过低，需要点火线圈的加强。为了更方便地启动，它同时也可通过手动的方式切换为独立的干电池系统点火，在高速运转的时候转换回电磁点火系统，这个设计的优点为即使电池组耗尽也可继续运行。火花由通过一个安装在引擎前方凸轮轴端部的低电压“计时器”分配到火星塞产生，这种“计时器”就是现代的分电器的前身，它将电流导引安装在驾驶室前部一个箱子内的4个振动线圈，点火的计时调节是通过借助转向柱上的杠杆装置人工转动计时器来实现的。做出到电磁点火或电池组点火之间最好的选择与在不同载荷与速度条件下最理想的计时方式需要相当的技巧。为了保持至高的可靠性和简易性的目标，这套系统在汽车装备有发电机和电池组的电子启动系统后仍然被保留。
该车的10加仑的油箱安置在前座下的汽车骨架上，另有一种考虑了美国农民使用需要的设计配备了改进型化油器可以使用酒精(乙醇)作为燃料。由于燃料依靠重力作用从油箱流到化油器，故當T型车燃料较少时，不能翻爬陡坡，通常的解决方法是将车倒着开上坡去。1926年后，大多数汽车都将油箱移至前方的风罩下。
T型车常常为后人所垢病的一个缺点是该车没有水泵，引擎的冷却是依据热虹吸原理的自然循环来实现的。热水由于质量较轻，升到引擎顶部进入冷却器，当温度降低的时候回到底部，重新返回引擎。这就是当时大多数汽车的的冷却流动路线，即使在装备了水泵后依然如此，直到交叉流动冷却器的发明。而水泵是作为选配构件独立于T型车销售的。

### 传动系统

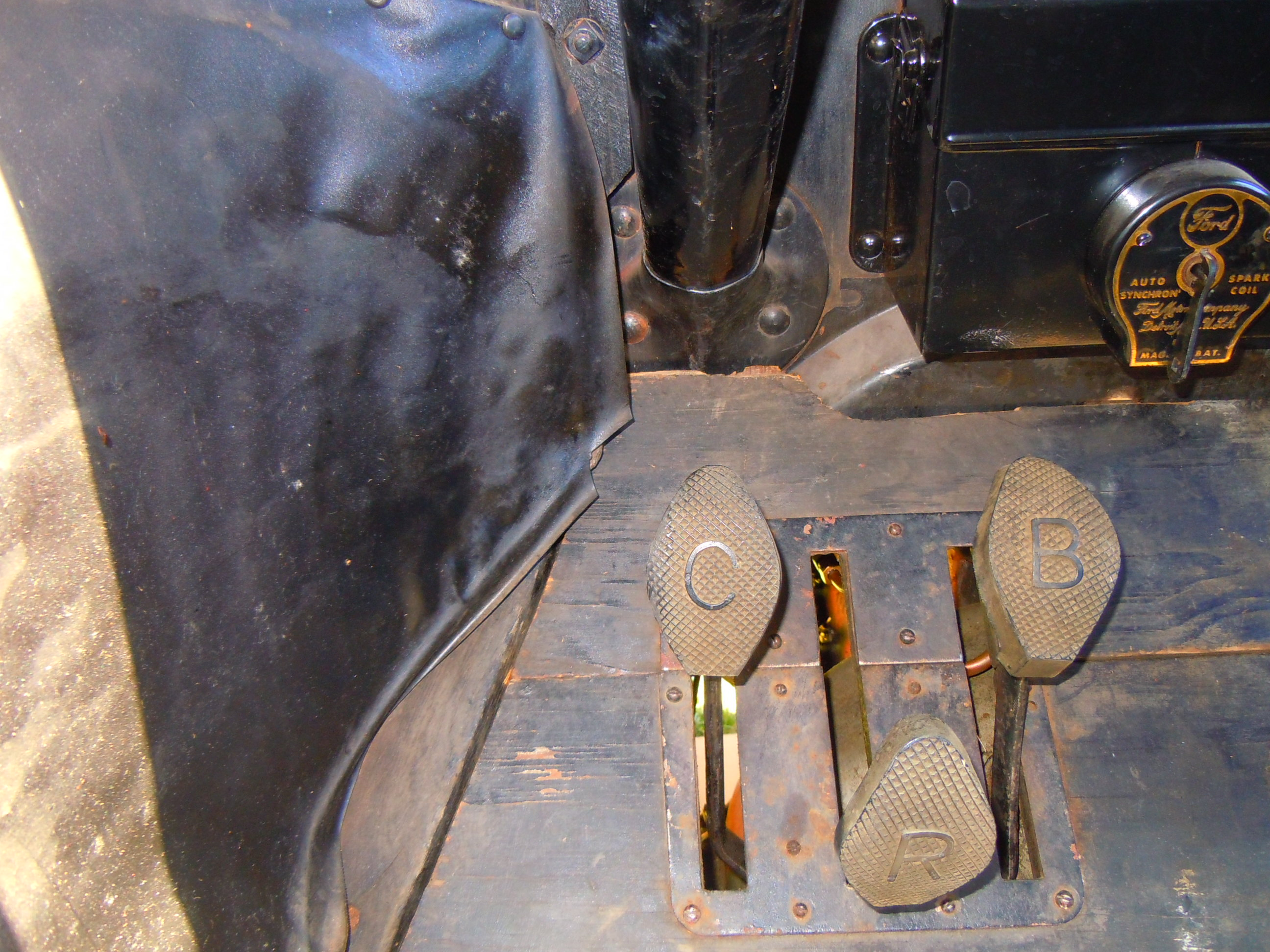
福特T型車的三個踏板，由左至右分別為離合器（Clutch）、倒檔（Reverse）和煞車（Brake）

T型车后轮驱动，行星齿轮传动，3速。以今天的标准来看，它还不能称为3速，因为其中有一个是倒档。該車型沒有油門踏板，而驾驶舱地板上的3个踏板當中，中间的一个踏板是倒档，两旁的踏板分别为離合器和煞車，且换档是通过這3个踏板完成的，而油门通过方向盘后的一个柄来控制。这和現代汽车的操纵方式有着非常大的区别。

### 悬挂系统与车轮

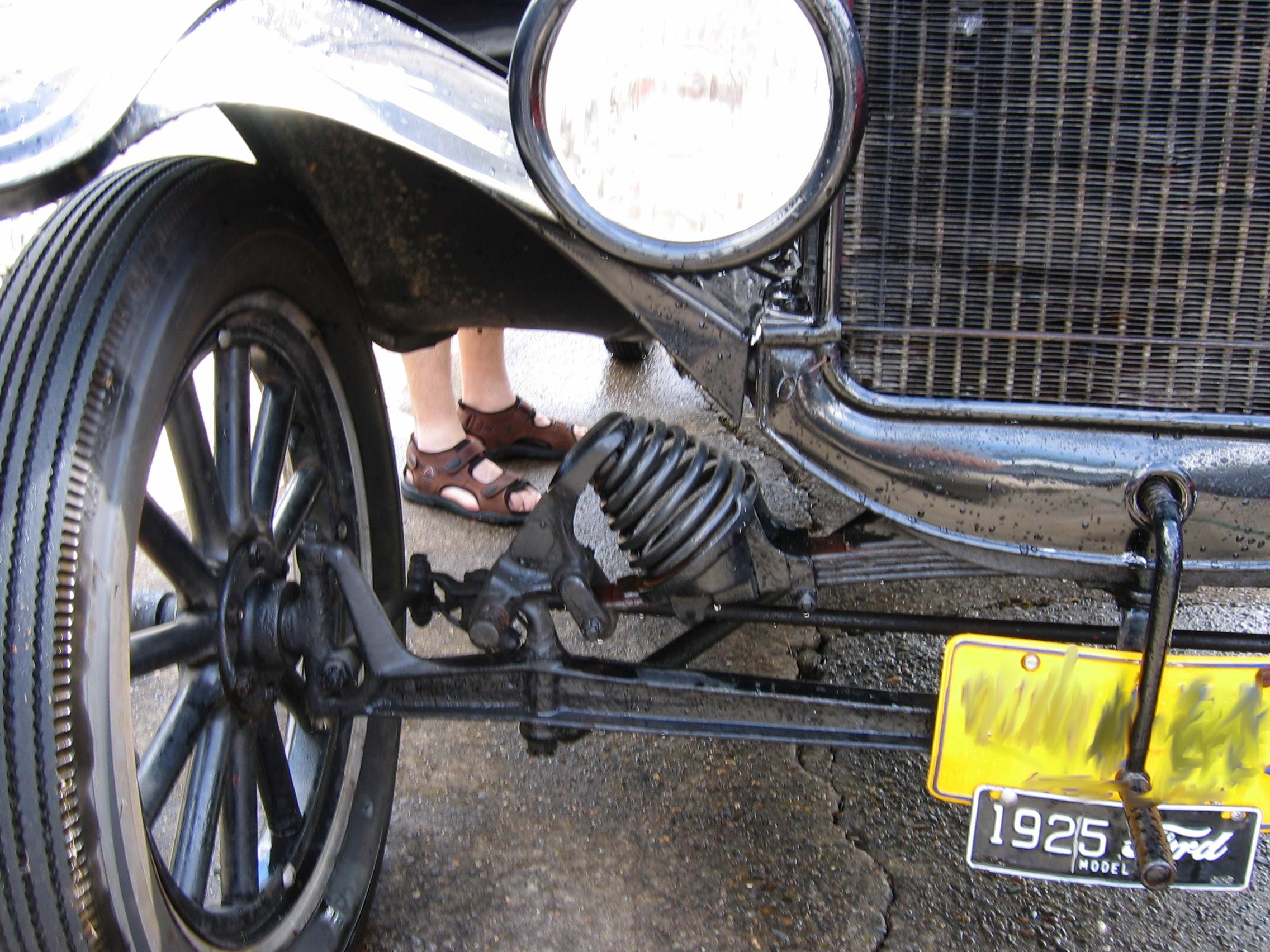
T型车的悬挂系统（弹簧减震器后加）

T型车的前后轴都横向安装有椭圆弹簧的非独立悬挂系统，车前轴由落锤锻造为一整体，福特多次演示将其扭曲并送与经销商以显示其优越性。该车的脚刹与现代的汽车不同，它的右踏板通过传动系统上刹鼓的套箍使后轴停转，而手制动是在刹鼓的外部作用实现的。
该车车轮为木制的“炮车轮”，1926至1927年改为钢质焊接轮辐。轮胎为直径30英寸的充气轮胎，前轮宽3英寸，后轮宽3.5英寸，轴距99英寸，标准轮距56英寸，也有少数为适应南方路面需要改为60英寸。

### 車身[14]

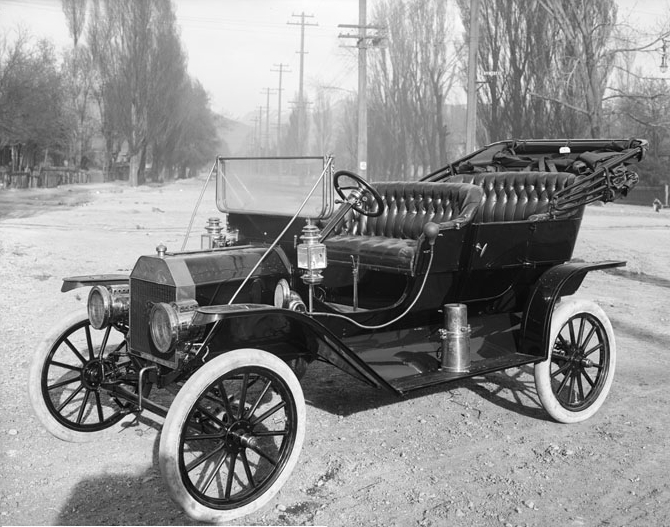
1910 Model T, photographed in Salt Lake City

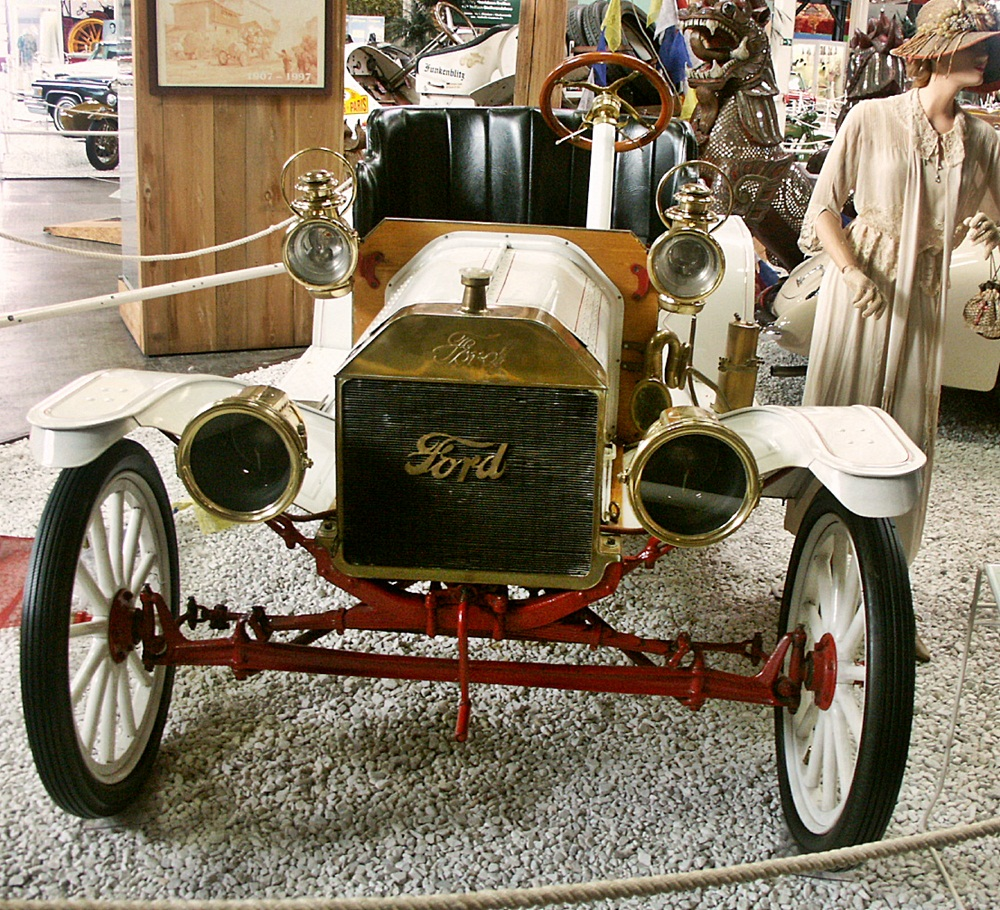
Ford Speedster T

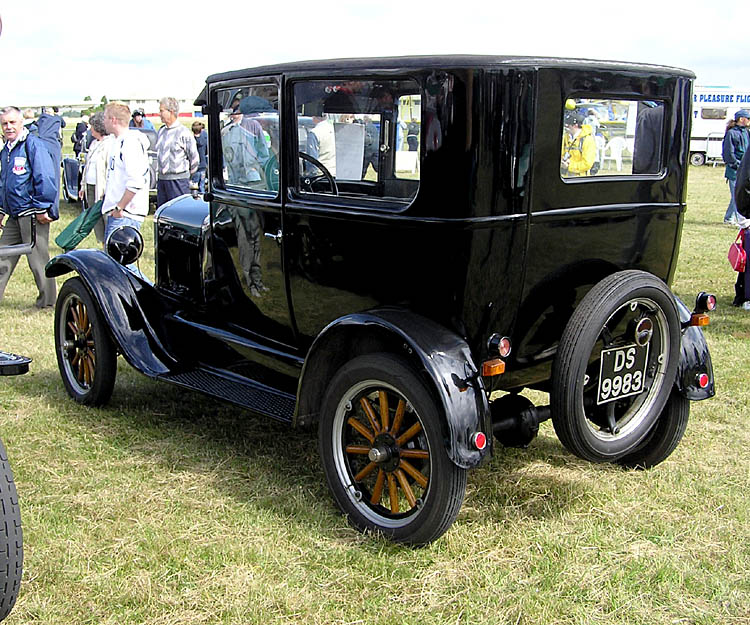
1925 Ford "New Model" T Tudor Sedan

雖然Ford在Model T的整個生涯中把它歸類為一個單獨的字母名稱並且在那幾年中沒有改變，但生產生涯中車身上仍然在有足夠顯著的改變並可以歸類為不同的五代。最明顯能看出並識別出的區別在車蓋和前圍板上，雖然還作出了許多其他的修改。
- 1909–1914 – T1 – 它的特徵是有一個近乎直的、五面的車蓋，上面的平頂包含一個中心鉸鏈，兩邊傾斜部分包含摺疊鉸鏈。前圍擋板是平面的，從擋風玻璃向下沒有截然不同的前圍板。
- 1915–1916 – T2 – 車蓋設計是幾乎一樣的五面設計，唯一的明顯區別是在垂直面增加了些百葉通氣口。前圍板上有個明顯的改變是把擋風玻璃移到了前圍擋板的後面並用一個複合式輪廓的前圍板相連接。
- 1917–1923 – T3 – 車蓋的設計變成了一個曲線頂的漸窄設計。摺疊鉸鏈移到了平的那些面和曲頂的交界處。這有時被稱作low hood（低車蓋）區分後來的車蓋。車蓋的後邊沿和前圍板的前邊沿相接觸，以使得在前圍板外的平面前圍擋板完全不可見。這種設計所使用的時間最長且用在產量最高的那幾年，它幾乎佔所有T型車的一半。
- 1923–1925 – T4 – 這次改變是在1923年中間所以這年早期的車用的是舊設計而後期的車用新設計。增加了車蓋的漸減，前圍擋板的後部比前款設計大約高一吋且寬幾吋。雖然這個改變相對較小，但三代和四代間的零件因此不可互換。
- 1926–1927 – T5 – 這次設計在車的外觀上改變最多。車蓋再度被擴大，前圍板也不再是一個複合曲線而與車蓋線條更加融合。前圍擋板和前擋風玻璃的距離也增加了不少。這種風格有時被稱作high hood（高車蓋）。

第五代的風格是下一代A型車的一個預覽但是那兩款車看起來非常不同，因為A型的車身更寬，並且門是曲線型而T型車的門是平面的。

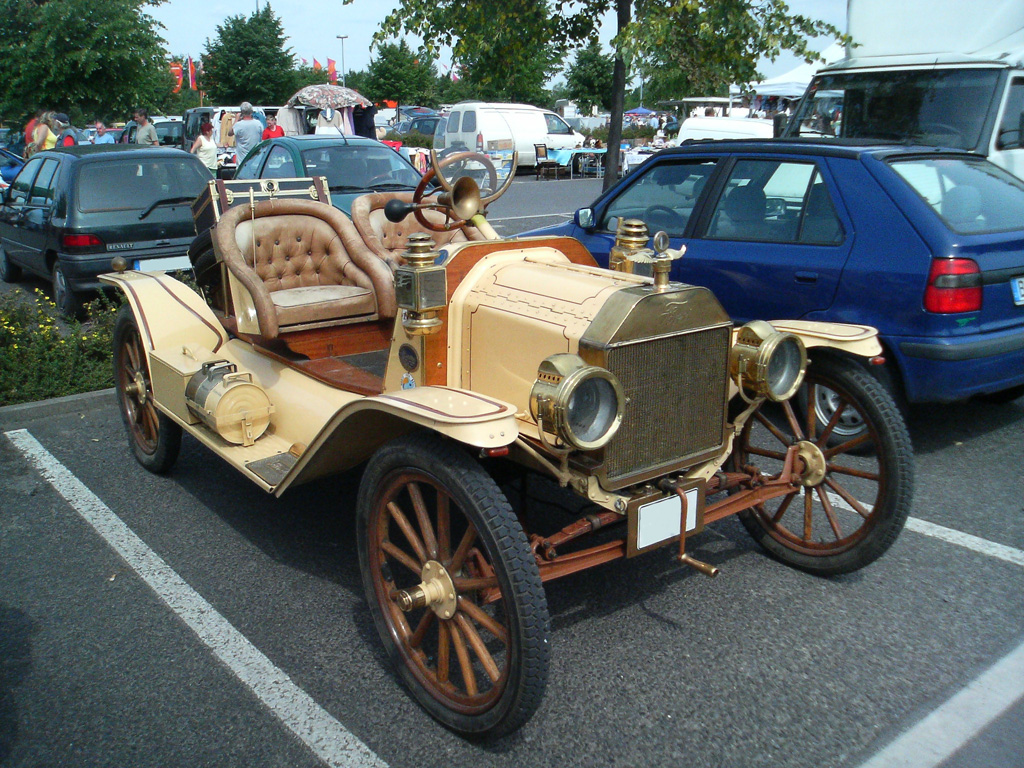
2008年一輛保存至今的T型车

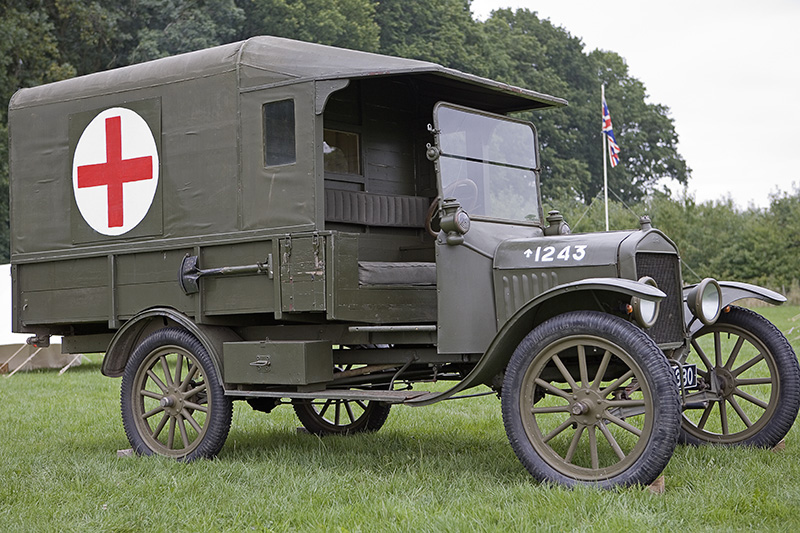
軍用版T型车

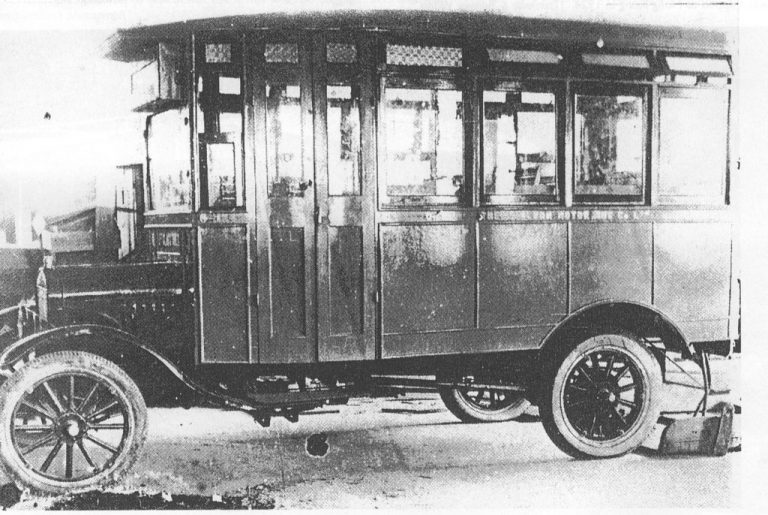
九巴的福特T型車

### 车辆制造
在该车的生产历程中经历了数次重大的变化。早期的型号的冷却器，车灯和许多小部件都是由黄铜制成，样式单一，大多数车都为敞篷旅行车，且没有配备车门。后期车型逐渐丰富，在原有底盘下开发了轿车、跑车、皮卡、卡车等车型。车前灯由最初的乙炔灯发展为电气灯。T型车运用了当时的许多先进科技，例如钒钢，使其的耐久性表现十分出色。80年后的今天，许多部件仍可正常使用。

## 生产与销售
福特汽车公司的Piquette厂的生产能力很难满足急剧市场需求，在其生产的第一个月内仅组装了11辆汽车。1910年，在已经生产了12,000辆T型车之后，亨利·福特将公司搬至“高地公园”（Highland Park）厂。T型车是世界上第一种以大量通用零部件进行大规模流水线装配作业的汽车，它的目标市场是美国社会的中产阶级。福特公司生产的大多数的T型车都是黑色的，亨利·福特曾有一句名言“任何顾客可以将这辆车漆成任何他所愿意的颜色，只要它是黑色的”（Any customer can have a car painted any color that he wants so long as it is black）。事实上，在1908年至1914年间，福特公司也曾生产过其他不同颜色的汽车，但在1915年至1925年间，为了提高生产速率，福特公司只使用价格低廉干燥迅速的日本黑涂料（后替换为低氮硝化纤维素亮漆）。亨利·福特这种极端做法使他逐渐为竞争对手蚕食其市场份额，1926年至1927年不得不重新生产不同颜色涂装的汽车。

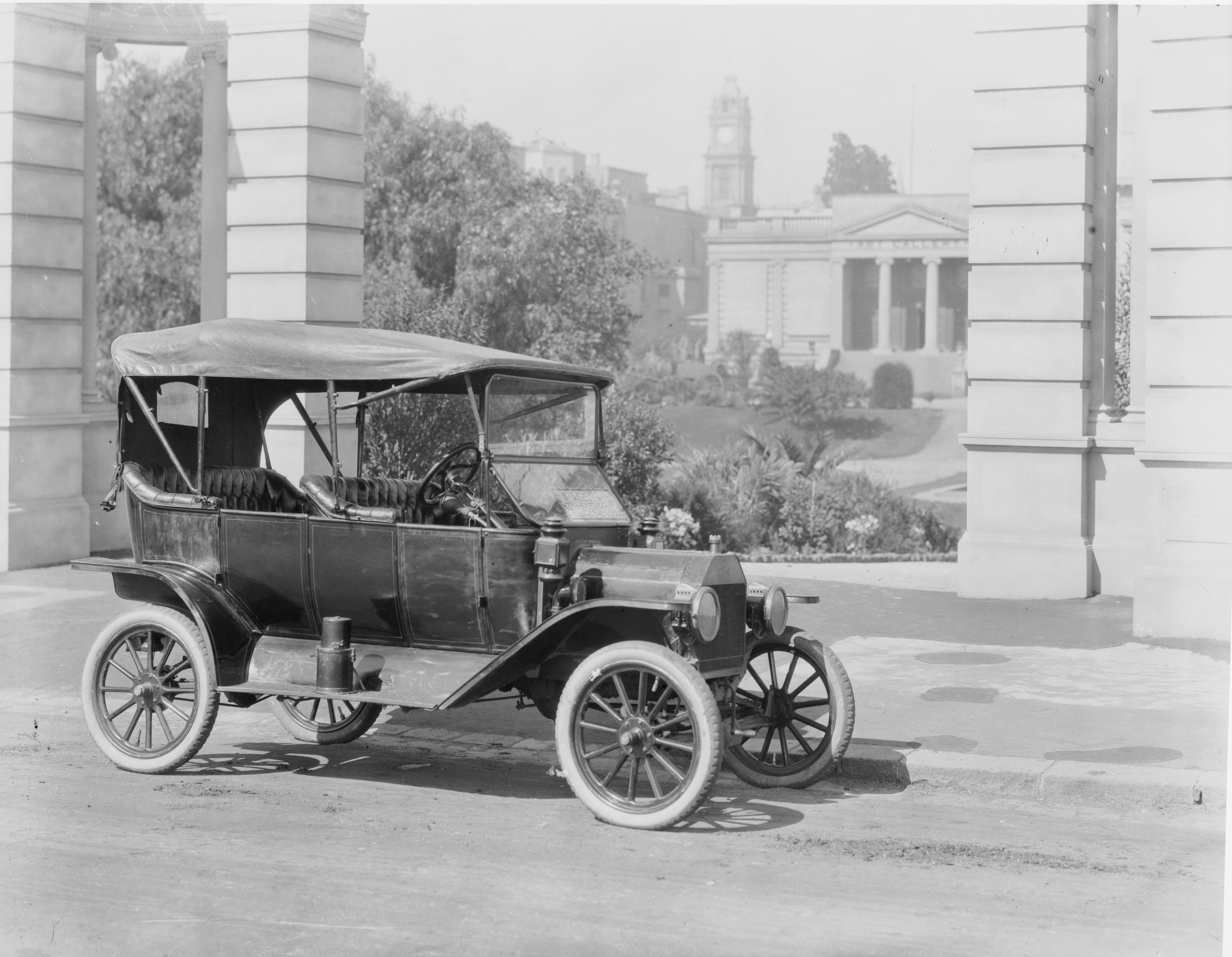
一辆停靠在澳大利亚Geelong图书馆前的T型车，1915年

到了1914年，经过优化的流水装配线已经可以在93分钟内生产一部汽车，而同期其他所有汽车生产商的生产能力总合也不及于此。在这一年里他的第一千万辆汽车问世，此时全世界十分之九的汽车都是福特汽车公司生产的。该车型是如此的成功，以至于在1917年至1923年之间居然没有做过任何的广告。直到1927年停产，全世界共有超过1500万辆T型车被生产，而这个纪录保持了将近一个世纪。
T型车的起初售价是3500美金，而同期与之相竞争的车型售价通常为5000至6000美金。到了1916年，由于生产效率的提高和产能扩大，价格已降至2900美元（考虑到通货膨胀，大概相当于今天3,3000美金）。亨利采用工业垂直整合的方法来优化汽车生产，他特别指定了零件供应商应如何制造运送部件的柳条箱，使拆卸了的柳条箱木条可以作为预制部件用于汽车的主体之中。他甚至连加工的边角木料与木屑也不放过，将其制成一种名为“Kingsford”的木炭，并同样成为市场主导品牌。

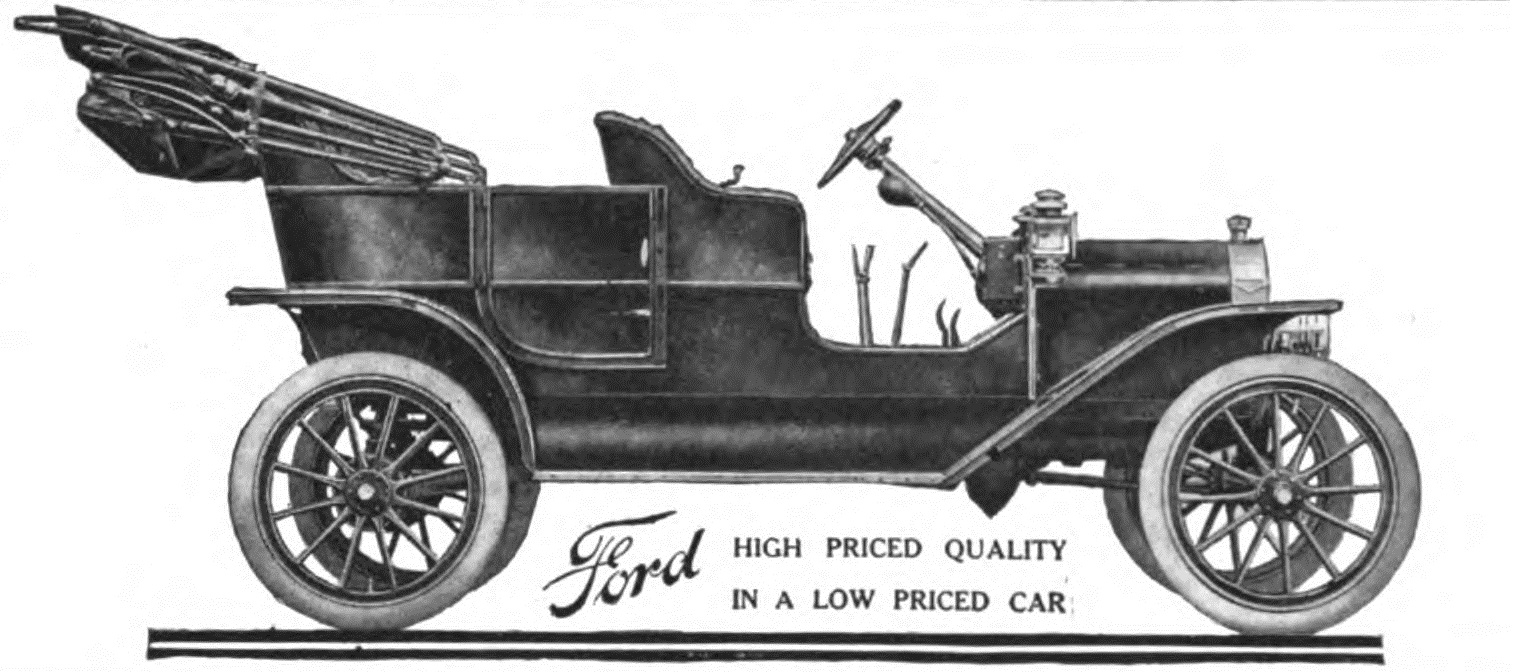
1908年之福特T型車廣告

然而贯穿整个T型车的生产历程之中，却鲜有较大的革新。亨利相信T型车是每一个人所需要与追求的，并拒绝他人改进的建议。而此时他的竞争对手正在以更低的价格生产更加舒适与外观新颖的汽车，T型车不断丢失市场份额，最终其销量在1927年为雪佛兰公司所超越。福特汽车公司不得不在1927年5月26日将T型车停产，全面投向A型车的生产。
而T型车引擎的生产一直延续到1941年8月4日，在该车停产后的仍有17,000部引擎被制造。

## 汽车俱乐部
1919年前制造的汽车称为老爷车（veteran car）(此处的英文翻译和所链接之页面，关于[老爷车]的英文翻译不同），之后的汽车称为古董车（vintage car），今天两个主要的俱乐部仍然保有与养护这些汽车：国际福特T型车俱乐部（modelt.org）与美国福特T型车俱乐部（mtfca.com）。许多T型车的钢部件甚至玻璃钢车身仍有生产，被用于T型车改装的高速马力汽车之中。

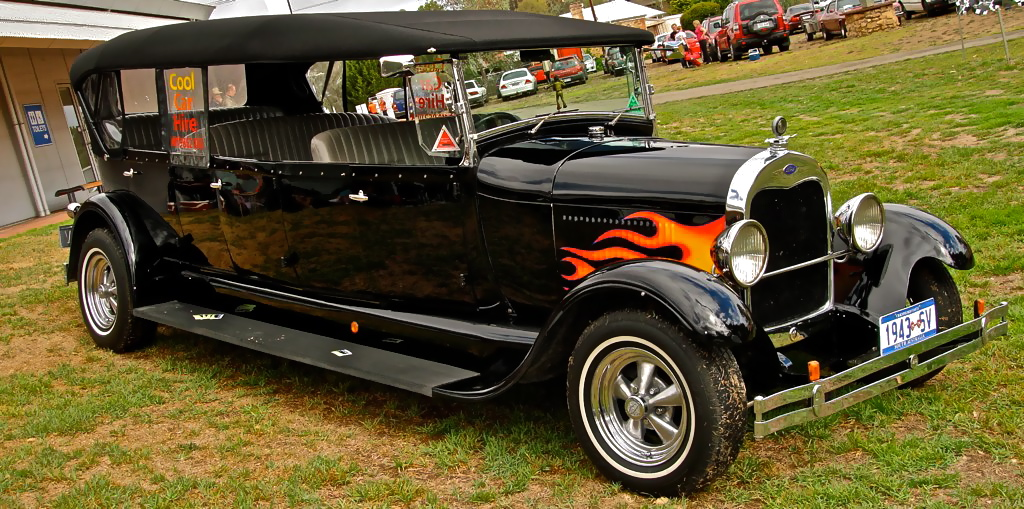
國際福特T型俱樂部一台業餘改裝版T型车